# MAS 36
Il fucile MAS-36 era una carabina a otturatore girevole-scorrevole usata dall'esercito francese e prodotta tra il 1936 ed il 1978.

## Storia

### L'ideazione e il primo utilizzo

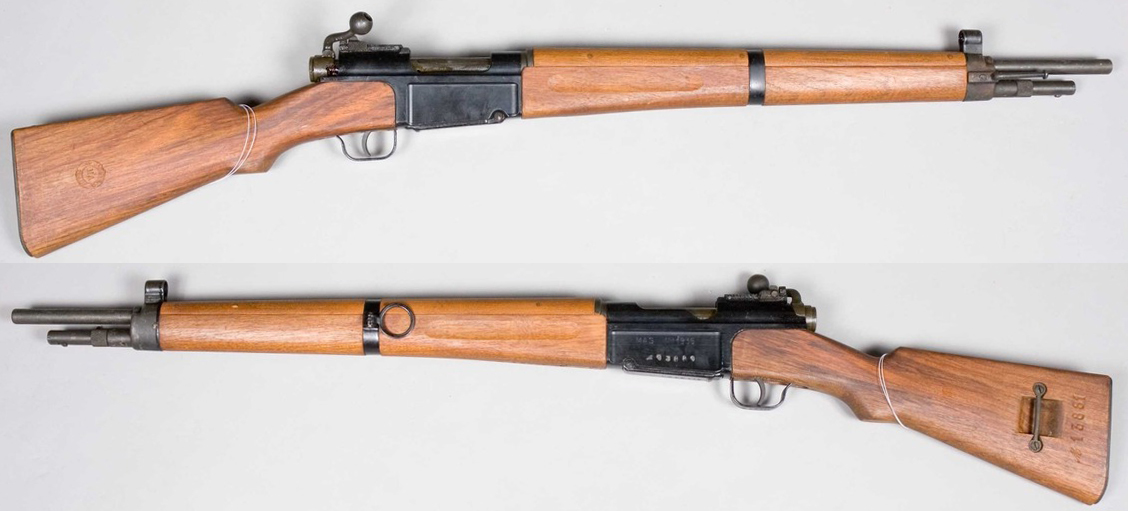
Vista laterale del MAS 36. Sul lato destro dell'arma è visibile il gancio per formare piramidi di 3-4 fucili durante gli accampamenti. La baionetta a stilo è inserita nell'astina della calciatura, sotto la canna: per estrarla occorreva agire su un fermo a molla, e poi inserirla di nuovo nel calcio dalla parte dell'impugnatura.

Concepito durante gli anni '30 dalla Manifattura d'Armi di Saint-Etienne (donde l'acronimo MAS) su specifica delle Forze Armate francesi, per sostituire i sistemi d'arma Lebel 1886 e Berthier M1907-M1912-M1916, fu ufficialmente adottato nel 1936. Era camerato per una nuova cartuccia, la 7,5x54mm M1929C, scelta dall'Esercito francese come nuova munizione d'ordinanza in sostituzione della vecchia 8x50mm R. L'arma nasceva già vecchia: nello stesso periodo molte nazioni stavano sperimentando nuovi fucili semiautomatici con maggiore rapidità e capacità di fuoco (come lo SVT 38 sovietico o il Garand M1 statunitense), tuttavia lo Stato Maggiore francese riteneva che, poiché l'Esercito tedesco era ancora armato con il simile Mauser K98k, un tradizionale fucile a ripetizione manuale sarebbe stato adeguato in caso di conflitto.
Molti esperti dell'epoca erano inoltre sfavorevoli ai fucili semiautomatici, ritenuti meno affidabili e soggetti allo spreco di munizioni derivante da un tiro rapido da parte di coscritti non molto addestrati. Questa opinione era molto diffusa in Europa all'epoca, e derivava dalle vecchie concezioni delle armi da fanteria cui erano ancorati gli esperti militari, quasi tutti veterani del 1° conflitto mondiale in cui i fucili a ripetizione manuale, lunghi, potenti, precisi e dal funzionamento solidamente affidabile avevano prestato un onorevolissimo servizio.

### La seconda guerra mondiale
Pochi MAS 36 vennero prodotti prima del 1940: secondo alcune fonti, circa 40.000, il che fece sì che i vecchi Lebel e Berthier restassero di gran lunga le armi d'ordinanza più diffuse nell'Armée. L'arma fu ben accolta dai militari, che ne apprezzarono la precisione, la compattezza e la solidità. Quest'arma fu usata nella seconda guerra mondiale sia dall'esercito francese che da quello della Francia libera che dal Regime di Vichy. Era un'arma con una cadenza di fuoco non molto elevata, ma in compenso era solida e precisa e i Tedeschi, che ne avevano catturato un buon numero, lo ridistribuirono alle loro unità di occupazione come Gewehr 242(f), dove (f) sta per französisch ("francese").

### Il secondo dopoguerra e la dismissione
A partire dal secondo dopoguerra il MAS 36 restò l'arma d'ordinanza dell'Esercito francese fino al 1950, anno in cui fu interrotta la produzione a favore dei più moderni MAS 49 e MAS 49/56, fino al 1952 erano stati prodotti più di un milione di MAS 36, ma tuttavia restò in dotazione ai reparti d'oltremare e alle truppe di seconda linea fino al 1980. Fu uno dei protagonisti della guerra d'Indocina nella quale prestò un ottimo servizio ma rivelò anche la sua scarsa cadenza di fuoco rispetto alle armi automatiche vastamente utilizzate dal Viet-Minh. Inoltre, fino agli anni '70-'80 il MAS 36 fu massicciamente fornito ai Paesi africani ex-colonie francesi.
Ancora alla fine degli anni '90 la Gendarmerie francese utilizzava i MAS 36 LG48 per ordine pubblico, e nel 2010 la Marina francese aveva ancora in dotazione il MAS 36 utilizzato come lanciasagole.

## Caratteristiche

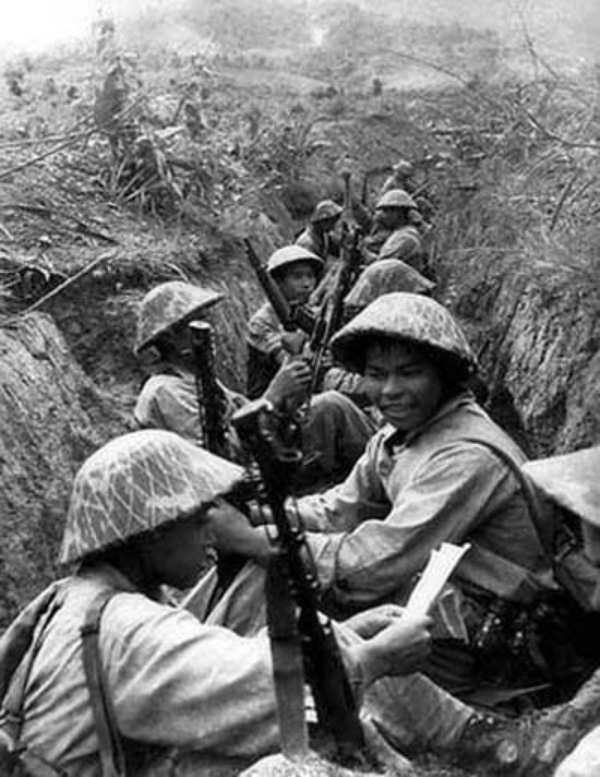
Soldati del Viet-Minh durante la Battaglia di Dien-Bien-Phu, 1954: il quarto uomo impugna un MAS 36.

Tecnicamente il MAS 36 si basa sul sistema Mauser 1898 modificato e semplificato, con manubrio d'armamento molto arretrato e dalla caratteristica piega in avanti. L'otturatore riprende infatti il classico e ben collaudato schema a due tenoni contrapposti, con un lungo estrattore elastico. L'otturatore è molto semplice e si compone di sole 5 parti smontabili (otturatore, tappo posteriore, estrattore, molla del percussore, percussore) a tutto vantaggio dell'affidabilità e della facilità di manutenzione.
Il caricamento è anch'esso simile al Mauser tedesco, con lastrine da 5 colpi in fila singola inserite in un serbatoio fisso monofilare, oppure con cartucce sciolte. Un'altra caratteristica del MAS 36 è l'assenza di sicura manuale, secondo la dottrina militare francese che prevede il caricamento dell'arma solo al momento dello sparo. Altra peculiarità dell'arma francese è la baionetta a stilo cruciforme di tipo Lebel, inserita nella calciatura sotto la canna: per inastarla, occorre sbloccarla, estrarla e inserire l'impugnatura nell'alloggiamento. Altro dettaglio un po' anacronistico è il gancio per il fascio d'armi, saldato sulla fascetta anteriore appena a lato della canna.
La linea di mira è piuttosto lunga, costituita da un alzo a tangente graduato fino a 1200 metri, montato sul portaotturatore, al di sopra del manubrio, e questo contribuisce senza dubbio all'ottima precisione dell'arma. La cartuccia utilizzata (7,5x54 M1929C ordinanza francese) è della stessa classe del 30.06 Springfield o 8x57mm JS cui si ispira, e di cui condivide le prestazioni: potente e piuttosto radente, intrinsecamente molto precisa e dà all'arma una balistica notevole, con tiro efficace fino a 400 metri e tiro utile di 1500 metri. Un insolito aspetto dell'alzo dell'arma francese è l'impossibilità per il soldato di regolare la tacca di mira in derivazione (anche il mirino è fisso) e se il fucile sparava troppo a destra o a sinistra bisognava rivolgersi all'armaiolo del reggimento che sostituiva la piastrina dell'alzo con un'altra appositamente tarata. Il sistema è poco pratico poiché richiede accurate sessioni di tiro di aggiustaggio dell'arma prima di utilizzarla sul campo, cosa che non sempre era possibile.
Altra caratteristica tipica dell'arma francese è la possibilità prevista nel manuale d'uso di disabilitare in modo permanente due fucili MAS 36 nel seguente modo: si estraevano le baionette a stilo dai loro alloggiamenti nella calciatura, poi si infilavano le canne dei due fucili nell'alloggiamento delle baionette. Questo doveva essere fatto nell'imminenza della cattura delle armi da parte del nemico, ed è un procedimento unico nel panorama delle armi d'ordinanza dell'epoca Il MAS 36 è costruito con molta cura, utilizzando materiali di ottima qualità, trattamenti termici e lavorazioni accurate. La bontà del progetto è testimoniata dal fatto che al 2016 i fucili di precisione utilizzati dall'Esercito francese (FR-F1 e FR-F2) sono strettamente derivati dal MAS 36.

## Versioni
- MAS 36CR39: modello con il calcio pieghevole realizzato per i paracadutisti.
- MAS 36/51: versione dotata di lanciagranate, adatto a sparare granate NATO da 22 mm.
- MAS 36 LG 48: fucile dotato di lanciagranate, adatto a munizioni di produzione locale francese.
- MAS 44: fucile semi-automatico derivato dall'originale 36 e sviluppato nel 1944 presso l'Arsenale di Saint-Étienne. Era dotato di una baionetta a spiedo per il corpo a corpo.

## Nella cultura di massa
- In ambito videoludico, il MAS 36 compare nel videogioco Call of Duty 2: Big Red One.[6]